# Balatonfüred
Balatonfüred  este un oraș în districtul Balatonfüred, județul Veszprém, Ungaria, având o populație de 13.067 de locuitori (2011). 

## Demografie
Componența etnică a orașului Balatonfüred
     Maghiari (95,05%)
     Germani (2,74%)
     Necunoscut (0,92%)
     Alții (1,29%)
Componența confesională a orașului Balatonfüred
     Romano-catolici (39,43%)
     Fără religie (13,78%)
     Reformați (13,03%)
     Luterani (2,82%)
     Atei (1,14%)
     Necunoscută (29,46%)
     Greco-catolici (0,36%)
     Alte religii (1,27%)
Conform recensământului din 2011, orașul Balatonfüred avea 13.067 de locuitori. Din punct de vedere etnic, majoritatea locuitorilor (95,05%) erau maghiari, cu o minoritate de germani (2,74%). Apartenența etnică nu este cunoscută în cazul a 0,92% din locuitori. Nu există o religie majoritară, locuitorii fiind romano-catolici (39,43%), persoane fără religie (13,78%), reformați (13,03%), luterani (2,82%) și atei (1,14%). Pentru 29,46% din locuitori nu este cunoscută apartenența confesională.